# Słowieńsko (Sławoborze)
Słowieńsko (deutsch Schlenzig) ist ein Dorf in der polnischen Woiwodschaft Westpommern. Es gehört zur Landgemeinde Sławoborze (Stolzenberg) im Powiat Świdwiński (Schivelbein).

## Geographische Lage
Słowieńsko liegt 15 Kilometer nordwestlich von Świdwin, sieben Kilometer westlich von Sławoborze und ist auf einer Nebenstraße der Wojewodschaftsstraße Nr. 162 Kołobrzeg (Kolberg) – Drawsko Pomorskie (Dramburg) zu erreichen. Der Ort reicht im Nordosten bis an den 117 Meter hohen Brudno (Rauher Berg). Bahnstation ist Świdwin.

## Geschichte

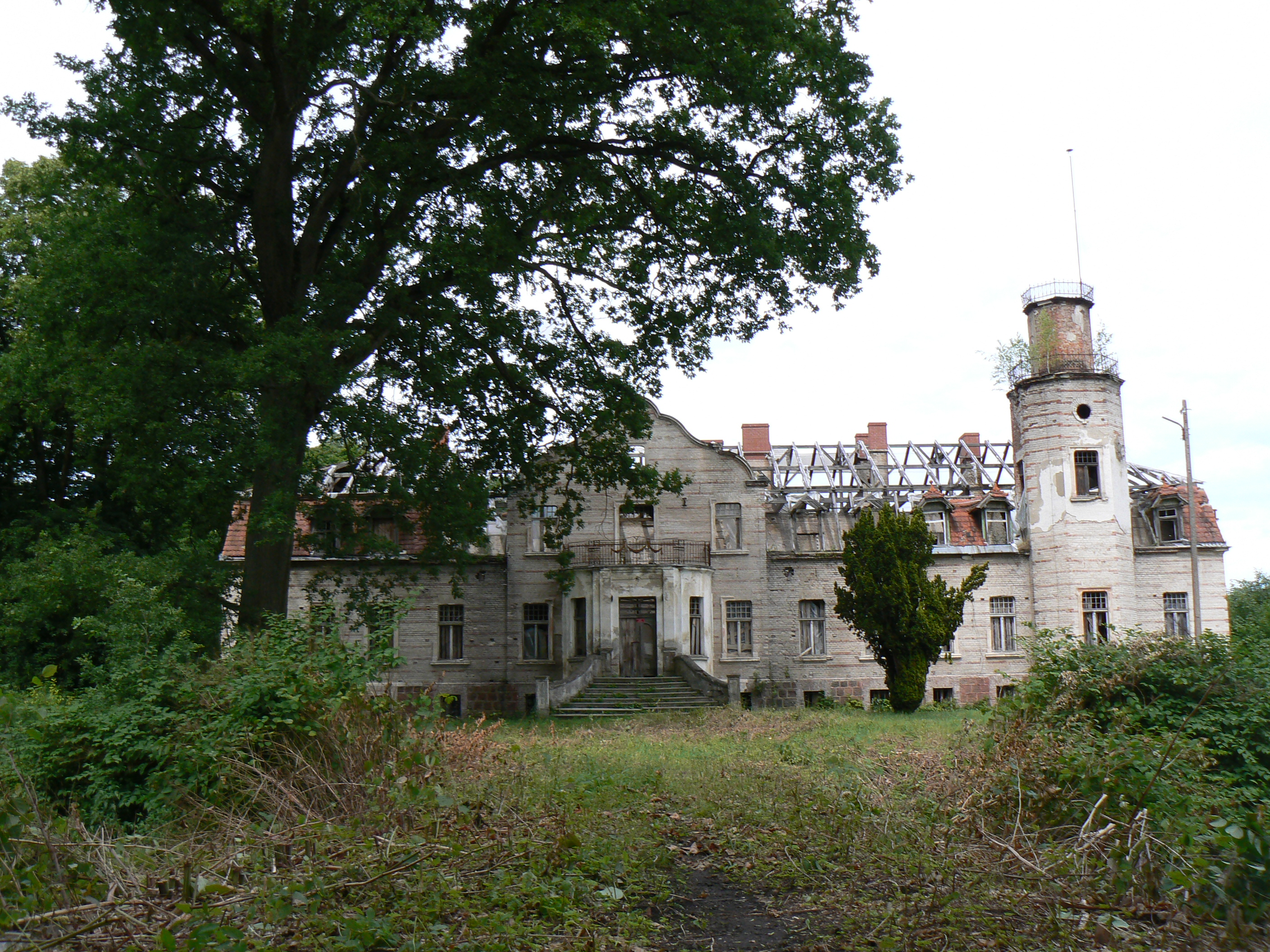
Ruine des Herrenhauses (Aufnahme von 2010)

Für Schlenzig gibt es Siedlungsspuren, die in das neunte und elfte Jahrhundert zurückweisen. Im Jahre 1499 leisteten die Scharnen zu Schlenzig Joachim I. Nestor, Kurfürst zu Brandenburg, den Lehnseid, 1565 leisteten die Blanckenburg zu Schlenzig Rossdienste im Kreis Schivelbein. Unter den Gutsbesitzern von Schlenzig war George Heinrich von Blanckenburg, der hier als Landrat des Kreises Schivelbein bis zu seinem Tode 1779 wohnte. 
Im Siebenjährigen Krieg litt das Dorf schwer unter dem Durchzug der preußischen und russischen Truppen.
1816 war Friedrich von Podewils Gutsherr.
Schlenzig war ein Bauerndorf mit großem Rittergut, dem Gut Schwarzsee (polnisch: Sobiemirowo) und Vierhof (Zagrody), wo eine große Wassermühle betrieben wurde, zugeordnet waren. 1843 lebten hier 133 Einwohner. Es gab eine Brennerei, eine Ziegelei und eine Schmiede. 1861 befand sich in Schlenzig ein Eisenhammer, in dem 1200 Zentner Eisen hergestellt wurden.
War das Dorf im Jahre 1925 auf 405 Einwohner mit 81 Haushaltungen angewachsen, so sank die Zahl 1939 auf 310 in 72 Haushaltungen – bei einer Gemeindefläche von immerhin 1.657,3 Hektar. Der größte Teil der Bevölkerung arbeitete in der Land- und Forstwirtschaft.
Über Pommerns Grenzen hinaus bekannt war Schlenzig wegen der Orchideenzucht des Gutsbesitzers Paul Gottschalk. Nach dem Zweiten Weltkrieg setzte er die Zucht in Seboldhausen am Harz fort.
Letzter deutscher Bürgermeister war Franz Zimdahl. Am 3. März 1945 marschierten sowjetische Truppen in Schlenzig ein. Die Vertreibung der Dorfbewohner erfolgte bis Herbst 1947. Schlenzig wurde polnisch und ist heute als Słowieńsko ein Ortsteil der Landgemeinde Sławoborze im wieder erstandenen Powiat Świdwiński.

## Amt Schlenzig
Bis 1932 gehörte Schlenzig zum früheren Kreis Schivelbein, bis dieser 1932 in den Landkreis Belgard (Persante) integriert wurde. Mit den Gemeinden Berkenow (heute polnisch: Berkanowo), Kartlow (Kartlewo), Meseritz (Międzyrzecze) und Semerow (Ząbrowo) bildete Schlenzig den nach ihm benannten Amtsbezirk.

## Standesamt Schlenzig
Schlenzig war ebenfalls Sitz des Standesamtes, das für die Gemeinden Berkenow, Kartlow, Meseritz, Schlenzig und Semerow zuständig war.

## Kirche

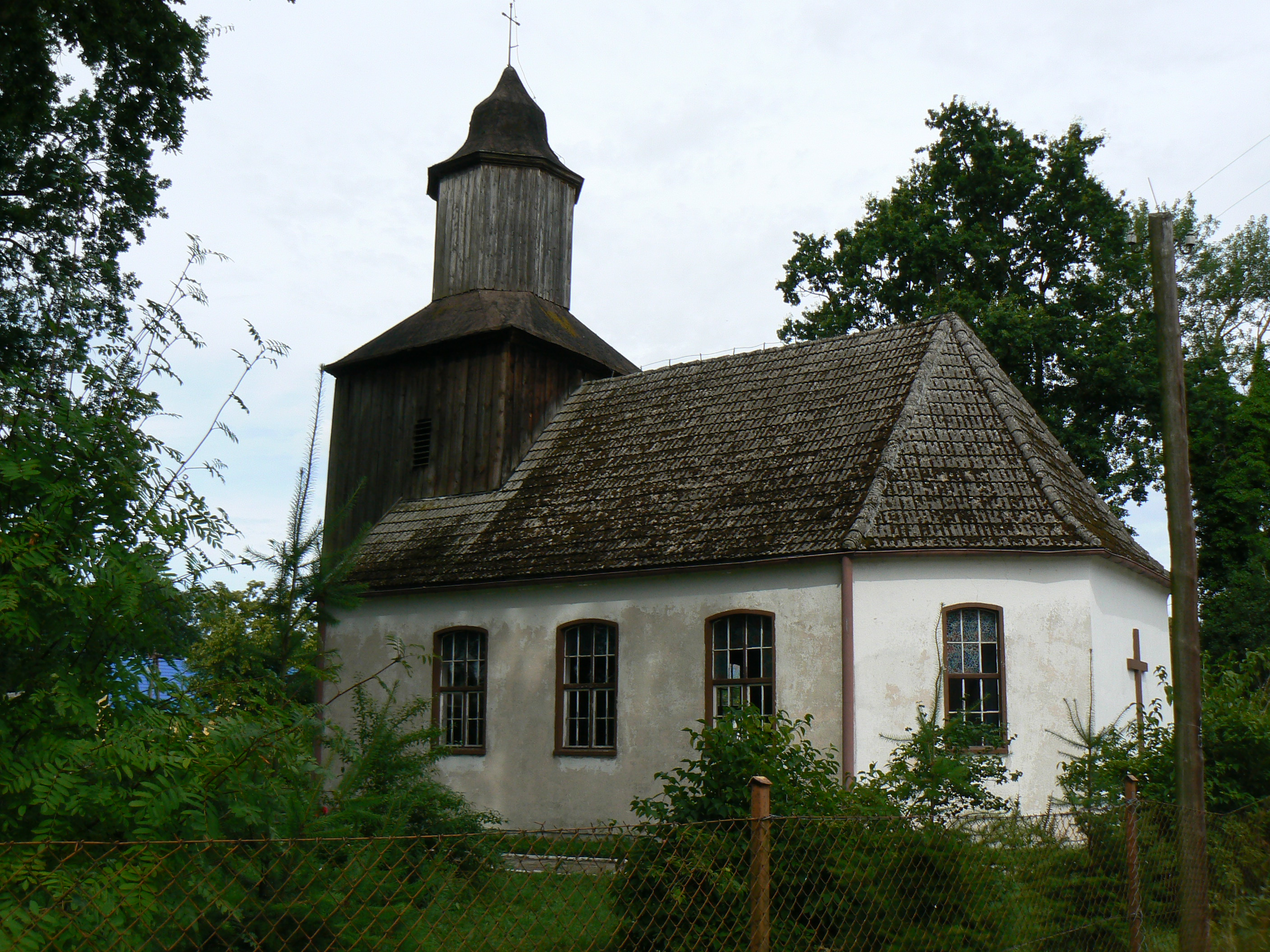
Dorfkirche (Aufnahme von 2010)

### Kirchengemeinde
Schlenzig war bis 1945 eine selbständige Kirchengemeinde, die mit den Kirchengemeinden Moitzelfitz und Petershagen das Kirchspiel Petershagen im Kirchenkreis Kolberg bildete. Damit gehörte der Ort zur Kirchenprovinz Pommern der evangelischen Kirche der Altpreußischen Union.
Im Jahre 1940 zählte die Kirchengemeinde Schlenzig 319 Gemeindeglieder bei 1546 im gesamten Kirchspiel. Das Kirchenpatronat übte zuletzt Rittergutsbesitzer Paul Gottschalk aus. Letzter deutscher Geistlicher war Pfarrer Wilhelm Schmidt.
Heute gehört Słowieńsko zum Kirchspiel Koszalin (Köslin) in der Diözese Pommern-Großpolen der polnischen Evangelisch-Augsburgischen Kirche. Kirchort ist Świdwin.

### Dorfkirche
Die Kirche in Schlenzig war ein älteres, dreiseitig geschlossenes Gotteshaus und in Fachwerkbauweise errichtet. Der quadratische Turm an der Westseite war zur Hälfte dem Gebäude vorgesetzt, zur anderen Hälfte aus dem Dach aufsteigend. Er war verbrettert und trug eine achteckige Haube mit einer Wetterfahne von 1739.